# Cerithiopsis montereyensis
Cerithiopsis montereyensis är en snäckart som beskrevs av Bartsch 1911. Cerithiopsis montereyensis ingår i släktet Cerithiopsis och familjen Cerithiopsidae. Inga underarter finns listade i Catalogue of Life.